# Eobaatar
Eobaatar is een geslacht van uitgestorven zoogdieren die behoren tot de orde van de Multituberculata, familie Eobaataridae. De fossiele resten zijn afkomstig uit het Vroeg-Krijt van Europa en Azië. Deze herbivoren leefden tijdens het Mesozoïcum, ook wel bekend als het tijdperk van de dinosauriërs. Ze behoorden tot de meest geëvolueerde vertegenwoordigers van de informele onderorde Plagiaulacida.

## Etymologie
De geslachtsnaam Eobaatar (van het Griekse 'ἠώς' = dageraad en van het Mongoolse 'baatar' = held) betekent letterlijk 'held van de dageraad'.

## Soorten
- De typesoort Eobaatar magnus, 'de grote', werd in 1987 benoemd door Zofia Kielan-Jaworowska, Dashzeveg en Trofimov. Het holotype is PIN 3101/57, een bovenste vierde premolaar. Verdere resten bestaan uit losse tanden en een fragment van een kaak met tanden, gevonden in de lagen van de Höövör-formatie nabij Guchin Us, Mongolië. Zijn schedel was ongeveer drie centimeter lang.
- Eobaatar hispanicus werd in 1992 benoemd door Gerhard en Renate Hahn. Het holotype is Y.H.-1, een bovenste vijfde rechterpremolaar. Verdere fossielen bestaan uit losse tanden gevonden in lagen die dateren uit het Hauterivien - Barremien (Vroeg-Krijt) van Galve, Spanje.
- Eobaatar? pajaronensis werd benoemd door Renate en Gerhard Hahn in 2001. Het holotype is IPFUB MAM Pa 1, een reeks bovenste premolaren. Verdere overblijfselen werden ontdekt in de lagen die dateren uit het Barremien van Pié Pajarón, in de regio Cuenca. in Spanje. Er worden hier twee losse tanden beschreven als Eobaatar? pajaronensis afkomstig uit de lagen die dateren uit het Krijt (Barremien) van Pié Pajarón, in de regio van Una in Spanje. Zowel de p1 als p1 zijn tricuspide. Hun kroon is naar achteren langwerpig en de achterste linguale knobbel is omgeven door een gebogen en convexe trede. Deze morfologie is verder onbekend bij de Plagiaulacida (Ameghino 1889) G. Hahn 1969. De nieuwe soort kan dus alleen voorlopig worden ingedeeld binnen Eobaatar. De stratigrafische datering is gebaseerd op de aanwezigheid van amfibieën en reptielen  als gidsfossielen.
- Eobaatar minor, 'de kleinere', werd ook benoemd door Kielan-Jaworowska, D. Dashzeveg D. en B.A. Trofimov in 1987. Het holotype is PIN 3101/70, een rechteronderkaak. Overblijfselen werden gevonden in de Dzunbain-formatie in het Vroeg-Krijt van Mongolië. Afgaand op de soortaanduiding was het waarschijnlijk relatief klein; zijn schedel was inderdaad slechts twee centimeter lang.
- Eobaatar clemensi werd benoemd door Sweetman in 2009. Het holotype is  BMNH M 45482, een onderste eerste achtermolaar. De soort is verder gebaseerd op twee m1's en één I3 die voorlopig zijn toegekend aan Eobaatar clemensi. De soortaanduiding eert professor William A. Clemens, een paleontoloog die fossielen van zoogdieren uit Zuid-Engeland bestudeerde. De overblijfselen zijn gevonden in de Isle of Wight-formaties die dateren uit het Vroeg-Krijt.
- Eobataar dashzeues werd benoemd door Kielan-Jaworowska, D. Dashzeveg D. en B.A. Trofimov in 1987.

## Beschrijving
De haakvormige p2 had slechts één wortel, terwijl de p3 er twee had, en nog niet de helft van de lengte van de p4, de laatste met acht of negen inkepingen met ribbels en een labiale knobbel. Op de onderste kiezen waren de linguale knobbels sikkelvormig, naar het midden gericht, terwijl de knobbels van de labiale rij naar achteren gericht waren. Voor de boventanden zijn de P1, P2 en P3 met drie en vier knobbels, en P4 en P5 vergelijkbaar met elkaar, waarbij de hoofdrijen knobbels zijn gerangschikt om scherpe randen te vormen. M1 met de formule van de knobbels 3: 4:?. M2 relatief breed, met een bijna rechte voorrand.
E. clemensi heeft als autapomorfie een m1 met twee halvemaanvormige linguale knobbels en drie labiale knobbels. Hij lijkt op Bolodon osborni en Eobaatar magnus in het bezit van een labiale knobbel die een complexe structuur van voren, richels en putjes toont. De linguale marge is bolvormig, korter dan de labiale marge. Hij verschilt van Loxaulax en Janumys, maar lijkt op Eobaatar magnus en Bolodon doordat hij twee linguale knobbels heeft. Hij verschilt van Eobaatar magnus door het ontbreken van een onderverdeling van de mesolinguale knobbels. Hij verschilt van Bolodon maar lijkt op Eobaatar en Loxaulax in kroonasymmetrie (minder asymmetrisch in Bolodon). Hij verschilt van Eobaatar maar lijkt op Loxaulax en Bolodon doordat hij drie labiale knobbels heeft.